# يامادا: ساموراي أيوثايا
يامادا: ساموراي أيوثايا. هو فيلم إثارة تايلاندي 2010 إخراج نوبورن واتين. يعرض الفيلم الملاكمة التايلندية، الملاكمين بوكاو بور. براموك، سينشاي سور. كينغستار، يودسانكلاي فيرتكس، وأنوات كوزامريت مع التوزيعات الرئيسية للممثلين.

## مقطع
هوجِم وأوصيب من مجموعة نينجا يابانية خائنة، ساموراي مرتزق اسمه يامادا (أوزيكي) اُنقذ ووضع تحت الرعاية الصحية من قبل مجموعة من المحاربين سيامي في خدمة ملك أيوتايا. وبسبب الخلط بين الهوية الغامضة للمهاجمين، يبقى يامادا مع المحاربين، الصداقات، تعلم فنهم وأخيرا وعد الولاء والحياة لقضيتهم ومملكتهم.

## قاعدة تاريخية
الشخصية الرئيسية في الفيلم تركز على يامادا ناغاماسا، مغامر ياباني الذي أصبح فيما بعد حاكما في مملكة أيوثايا.

## روابط خارجية
- يامادا: ساموراي أيوثايا على موقع IMDb (الإنجليزية)
- يامادا: ساموراي أيوثايا على موقع روتن توميتوز (الإنجليزية)
- يامادا: ساموراي أيوثايا على موقع أول موفي (الإنجليزية)
- يامادا: ساموراي أيوثايا على موقع فيلمافينيتي (الإسبانية)
- يامادا: ساموراي أيوثايا على موقع قاعدة بيانات الفيلم (الإنجليزية)
- يامادا: ساموراي أيوثايا على موقع ليتربوكسد (الإنجليزية)
- يامادا: ساموراي أيوثايا على موقع كينوبويسك (الروسية)